# Нордгорн
Нордгорн (нім. Nordhorn, нід. Noordhoorn, ниж.-нім. Nothoorn) — місто в Німеччині, розташоване в землі Нижня Саксонія. Адміністративний центр району Графство Бентгайм. Містом протікає річка Фехте та 3 канали від неї.
Площа — 149,64 км2. Населення становить 54 162 ос. (станом на 31 грудня 2021).

## Історія

### Походження назви
Першопочатковим написанням назви було Norhthornon, що за логікою німецького словотвору означає "Ріг, звернений на північ". Згідно урбара верденського абатства, надалі написання назви міста змінювалося іще декілька разів:
- з 1184: Northorne
- з 1249/50: Northorn
- з 1341: Nodehorne (крім того ця назва зустрічається на гербовій печатці у 1400)
- з 1827 й донині: Nordhorn.

У сучасній німецькій мові назву міста можна поділити на дві частини: Nord (або Norden, тобто північ) та Horn (тобто ріг). Окрім того, станом на XXI ст. у місцевих говірках також зустрічається написання Nothoorn чи Notthöörntin.
Що ж стосується самого походження цієї назви існує чимало гіпотез.
Одним із частих тлумачень є те, що раніше у разі нападу на поселення сурмили у ріг щоб попередити мешканців острова на тамтешній річці про напад та водночас покликати підмогу. Таким чином мовляв утворилася назва Nothorn (Not — біда, лихо; Horn — ріг; букв. ріг, що сповіщає про біду). Нордгорн лежить на північ від Бад-Бентгайму (який у той час був столицею графства), тож згодом назва буцімто перетворилася на "Нордгорн" (Not, що означає біда, лихо перетворилося на Nord, що означає північ).
Натомість народні перекази повідомляють про існування певної сторожової вежі в долині місцевої річки Фехте, з якої, як уже вище згадано, мешканців начебто попереджали про наближення ворогів у разі війни (вогнем або сурмінням у ріг вартового). Таке пояснення дійсно зустрічається в свідоцтві 1341 року, в якому назва міста справді пишеться як Nodehorne (Nothorn). До речі, згаданий ріг присутній на гербі міста до наших днів (XXI ст.). Ріг також використовувався для внутрішнього судноплавства на тамтешній річці Фехте. У туманну погоду капітани суден могли використовувати ріг для попередження одне одного про наближення. Можливо саме таким чином утворилася назва поселення з гаванню, що виникло в ранньому середньовіччі між Шютторфом та Емліхгаймом. Це передусім вказує на те, що тлумачення назви як Nothorn (ріг, що сповіщає про біду) є дуже давнім.

Ріг на гербі міста

Попри все це, сумнівним є те, що цю назву дали саме жителі Бад-Бентгайма чи тим паче Мюнстера (частиною єпархії якого був Нордгорн і який розташований ще далі від Нордгорна, ніж Бад-Бентгайм). Причиною цьому є те, що між Бад-Бентгаймом і Нордгорном є місто Істерберг, яке височіє на 68 метрах над рівнем моря, в той час як Бад-Бентгайм лежить на висоті 40 метрів над рівнем моря, отож нижче. Крім того, площа між Бад-Бентгаймом і Нордгорном у ті часи була вкрита густими лісами, як-от бентгаймський і тевтобурзький ліс, що простягувалися аж до гірського масиву Гарц та утворювали ледь прохідний лісовий масив.
Існує ще одна гіпотеза котра стверджує, що в цій місцевості за язичницьких часів поклонялися божеству Nod(e) (або Northe). Свято жертвопринесення на честь цього божества оголошували сурмінням у ріг бика чи корови. На її честь запалювали священне багаття — Нодфир (нім. Nodfyr). Його потрібно було запалювати кременем або розтиранням сухої деревини. Звідси, зокрема, також може походити назва міста.
Проте на противагу гіпотезам і народним тлумаченням місцеві історики Гайнріх Шпехт (нім. Heinrich Specht) і Юрґен Удольф (нім. Jürgen Udolph) стверджують, що слово ріг (нім. Horn) скоріше вказує на місцеву ландшафтну особливість, свого роду орієнтир — виступ зі сторони поля над долиною річки, що нагадує ріг. Також історики спрощують вже згадані гіпотези про Nothorn (ріг, що сповіщає про біду) чи про божество на ім'я Nod. У вже згадуванім урбарі наведено на початку перелічені назви Norhthornon, Northornon і Northorne, остання назва також є на печатці у період із 1400 по 1715, а з 1827 на печатці можна знайти сьогоднішнє написання — Nordhorn. З цього, кажують історики, мовляв і випливає, що найменування ймовірніше пов'язане зі словом північ (нім. Nord), поки інші гіпотези залишаються сумнівними.

### Давнина
Утворення ландшафту місцевості, де сьогодні можна побачити місто, відбулося передусім у часи льодовикового періоду та його можна поділити на декілька часових відрізків. Першим є кам'яновугільний період, в часи якого утворилися найдавніші поклади виявлені у цьому краї, що лежать на глибині 2 тис. метрів. Протягом переходу від крейдового до третинного періоду земна кора набула форми зморшок. До середини третинного періоду в цих місцинах панували субтропічні температури, проте вже невдовзі на їхню зміну прийшов льодовиковий період, який призвів до охолодження тутешнього довкілля. Після танення останнього льоду в цих землях утворилися сьогоднішні низовини. Надалі сильні вітри та неродюча земля без рослинності стали чудовими умовами для утворення піщаних дюн, що їхні залишки можна знайти навіть до сьогоднішнього дня в природному заповіднику «Tillenberge» поблизу міста.

## Визначні місця
- Собор св.Августина
- Церква св.Людгера
- Будівля колишнього швейного підприємства «B.Rawe & Co.»
- Будівля колишнього швейного підприємства «NINO AG»
- Будівля колишнього швейного підприємства Ludwig Povel & Co.»

## Уродженці
- Сімон Ціоммер (* 1980) — колишній німецький футболіст, півзахисник.
- Герберт Цірґібель (1922—1988) — німецький письменник.

## Галерея

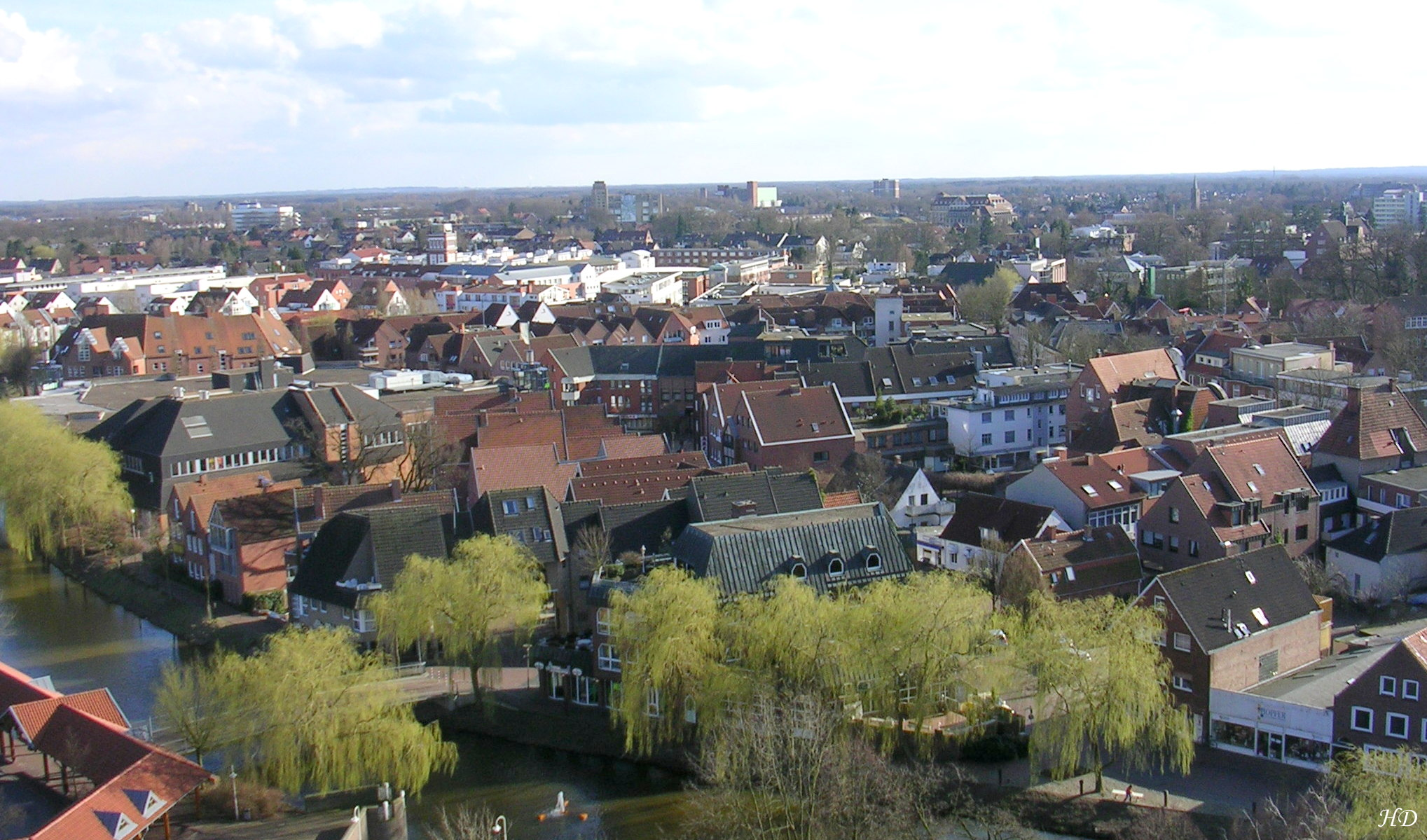
Вид на місто
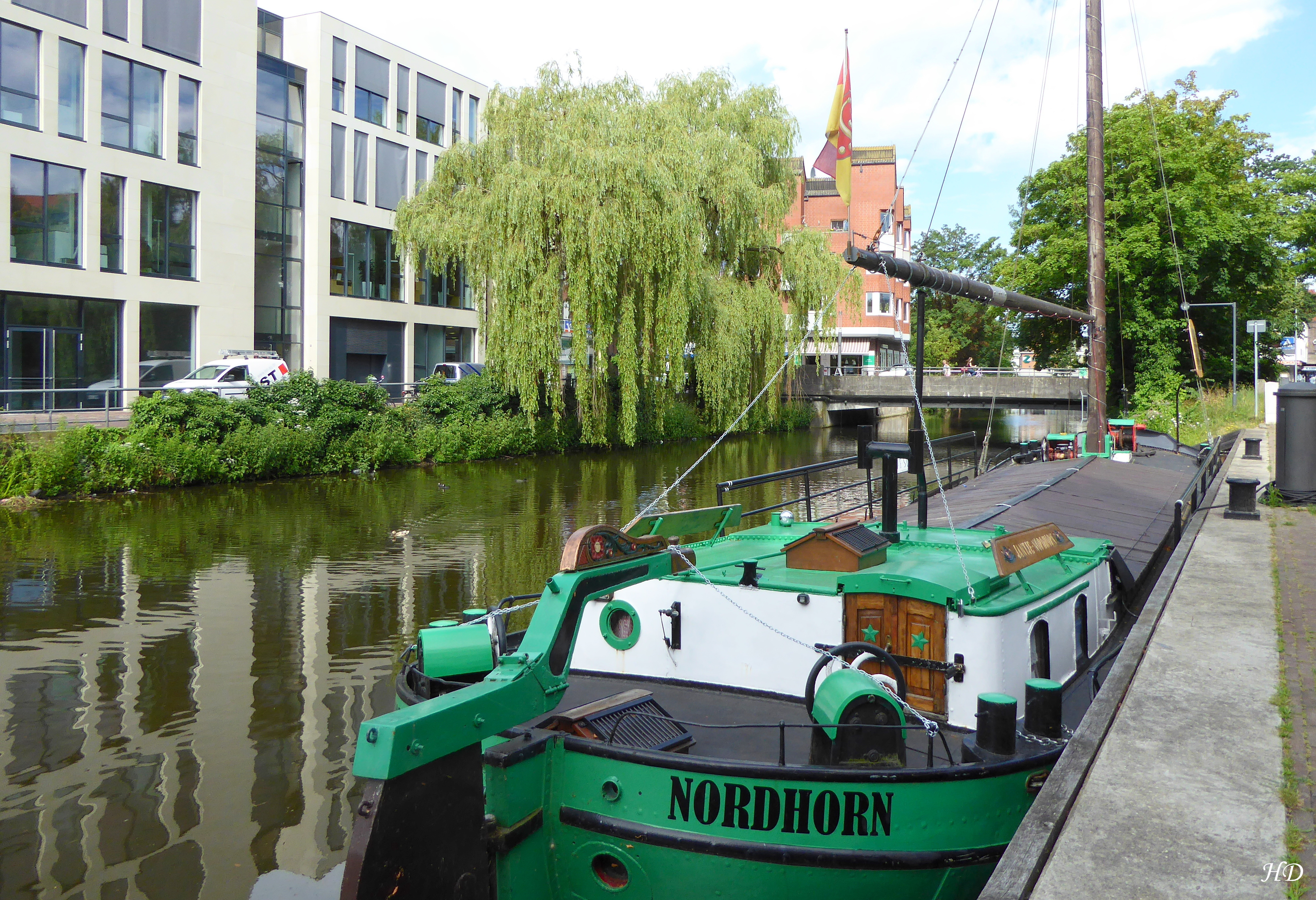
Річка Фехте в центрі міста
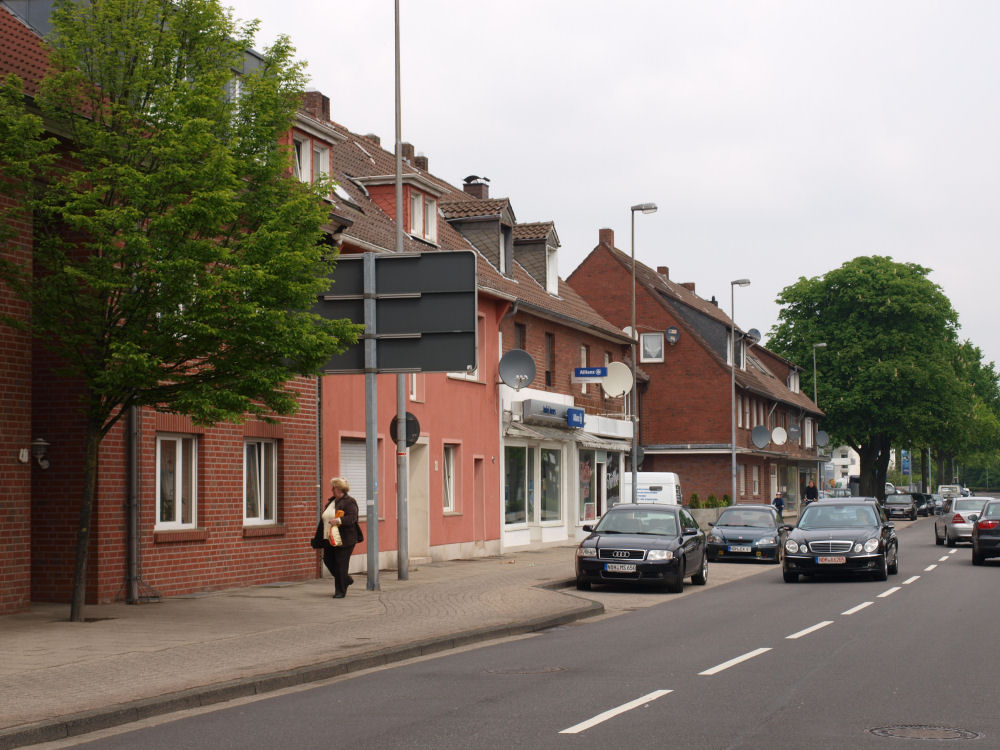
Одна з вулиць міста
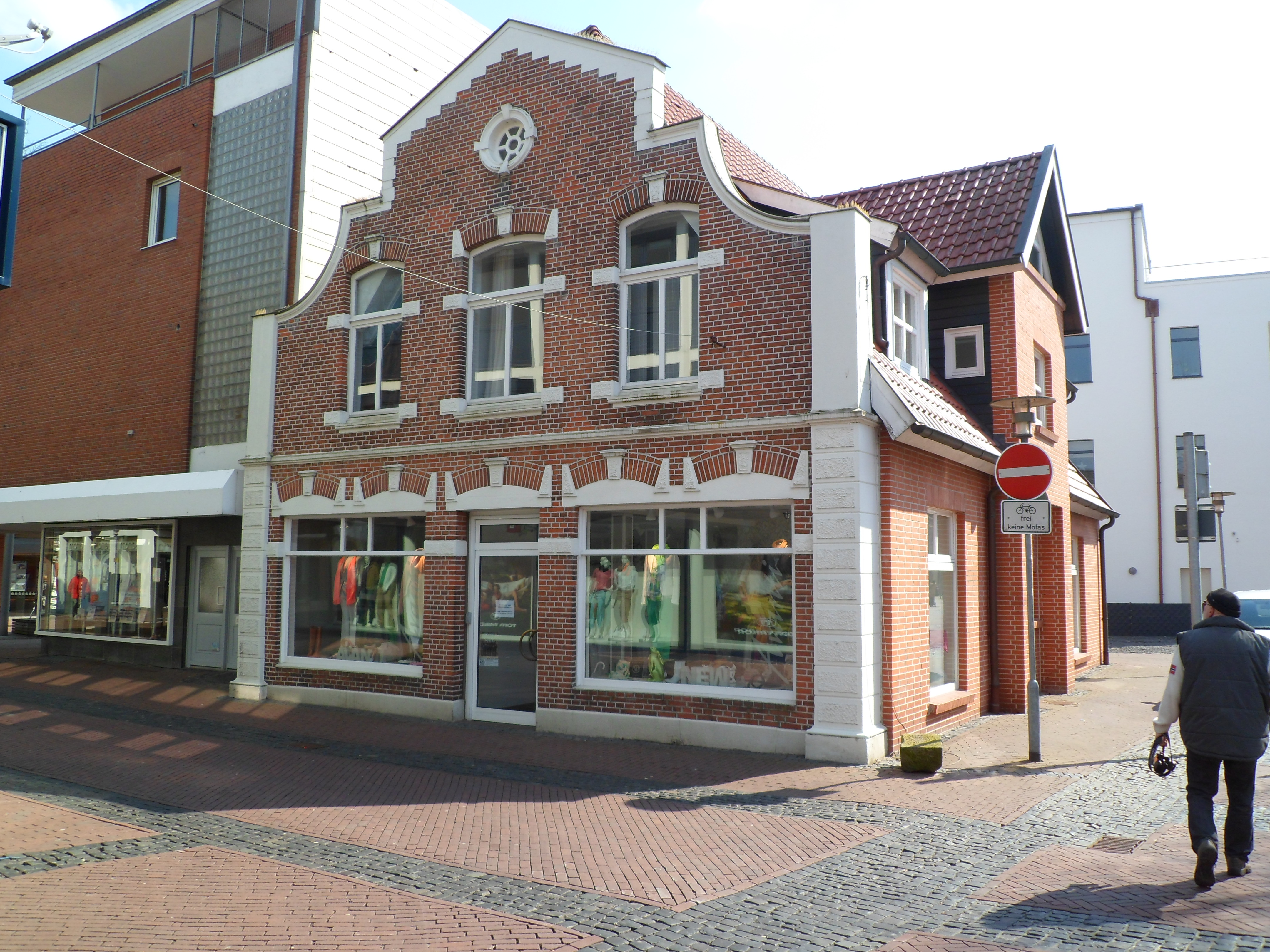
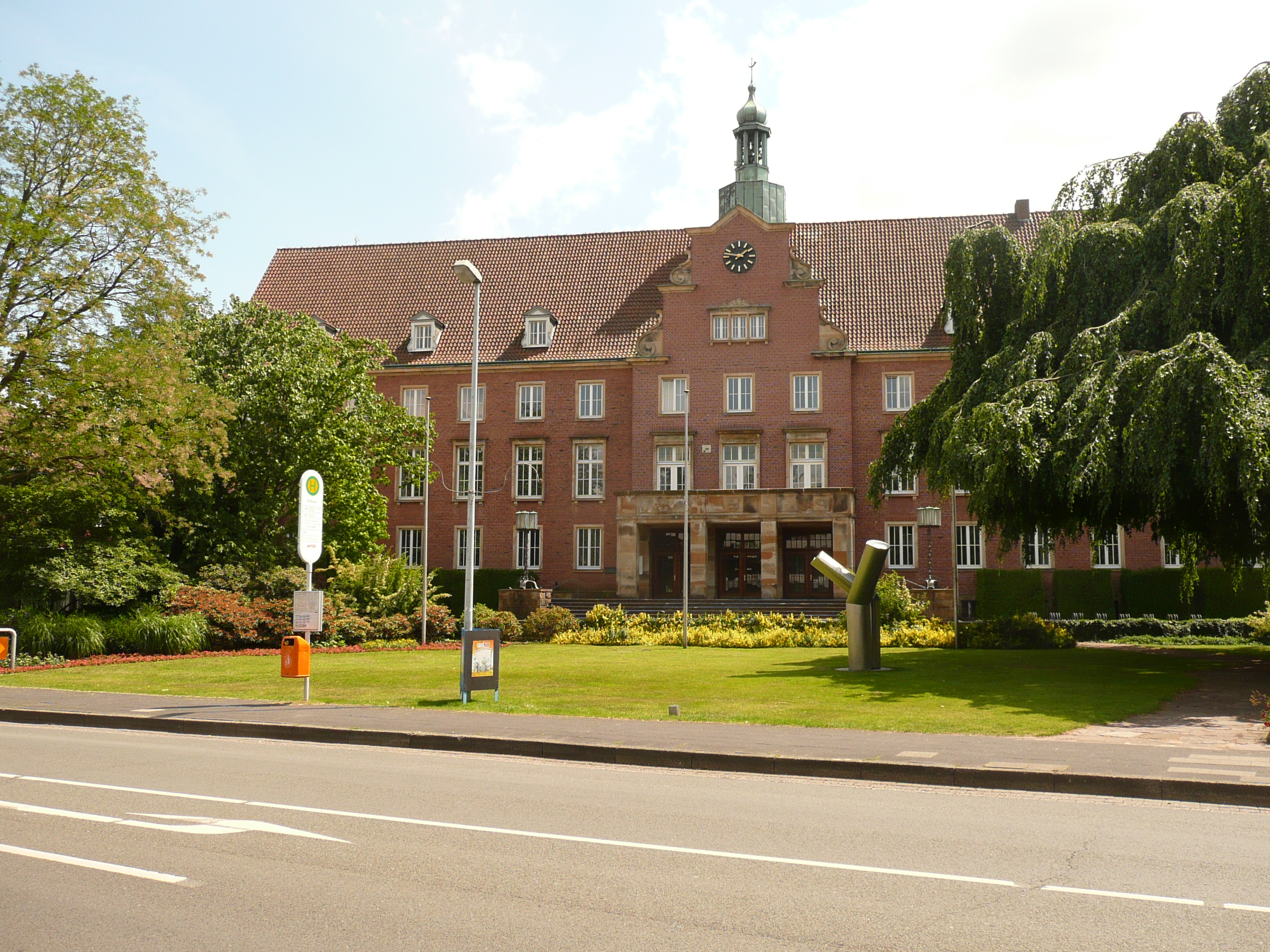
Міська ратуша
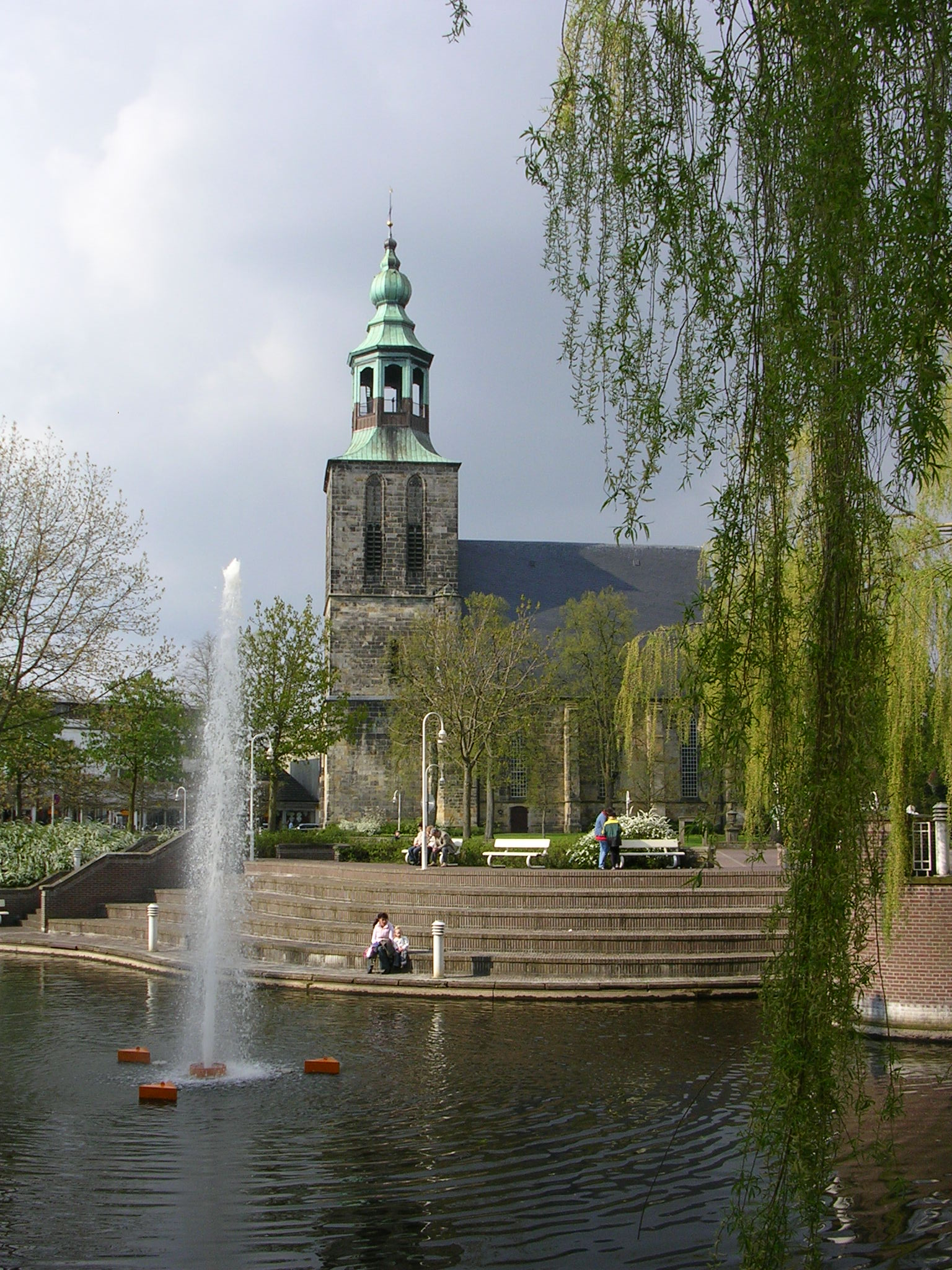
Водограй у центрі міста біля найвищої споруди — Старої церкви на ринковій площі

## Міста-побратими
- Куворден (1963)
- Монтівільє (1963)
- Райхенбах-ім-Фогтланд (1989)
- Мальборк (1995)
- Рієті (2010)